# Expansió de l'islam

Expansió en vida de Muhàmmad, 622-632
Expansió sota els primers califes, 635-680
Expansió durant el califat omeia, 661-750

L'expansió de l'islam són les conquestes militars de la civilització àrab o musulmana que van fer caure l'Imperi Sassànida, el nord d'Àfrica, la península Ibèrica i parts de l'Imperi Romà d'Orient. També s'inclou en aquesta denominació l'influx dels comerciants al Magrib i altres parts d'Àfrica, així com les missions fetes a les Filipines.
Des de la data en què s'inicia l'hègira (622) o era musulmana amb Mahoma fins al seu punt àlgid, aquesta expansió va passar per quatre etapes principals:
- Mahoma – l'inici de l'islam (622 - 632)
- Primer califat (632 - 661)
- Califat omeia (661 - 750)
- Califat Abbàssida (750 - 1055)

Durant les seves primeres dècades, l'islam es va estendre ràpidament cap al nord-est fins a Mesopotàmia i Pèrsia, i l'oest fins a Síria, Palestina i Egipte (les províncies més riques de l'Imperi Romà d'Orient). La màxima expansió de l'imperi es va aconseguir sota el califat omeia (661 - 750); iniciada per Muàwiya ibn Abi-Sufyan, durant aquest període el títol de califa es va fer hereditari i la capital de l'imperi, que era a Medina, es trasllada a Damasc (Síria).

## Primers segles
L'expansió segueix dues direccions: a l'oest els musulmans arriben fins a la península Ibèrica i la conquereixen; a l'est van arribar fins a l'Índia. Quan els àrabs conquerien un territori, s'establien en campaments a part i vivien del fruit de les seves conquestes i dels impostos aplicats als no musulmans, a canvi de la seva llibertat i la seva protecció. Aquest impost es deia jizya, que era diferent a l'impost que els musulmans pagaven, anomenat zakat, que és un dels cinc pilars de l'islam.
El segle viii es va caracteritzar per la fèrria resistència de l'Imperi Romà d'Orient, però també a l'interior del món musulmà. L'agitació és alhora política i religiosa. S'observava, llavors, la unificació i l'arabització de l'imperi islàmic (per la llengua, la moneda, l'administració), a conseqüència de la seva islamització (les escoles són institucions per a aprendre l'Alcorà, els judicis són portats a terme per respondre al dret musulmà). A Occident, van ser frenats per Carles Martell en la batalla de Tours (732), mentre que a l'Orient eren els romans d'Orient els qui van aturar el seu avanç en la batalla del Gran Zab (749). Al final de l'etapa, l'imperi islàmic comprenia el Turquestan, els països caucàsics, Pèrsia, Mesopotàmia, Síria, Palestina, l'Àsia Menor, Aràbia, Egipte, el nord d'Àfrica i la península Ibèrica.

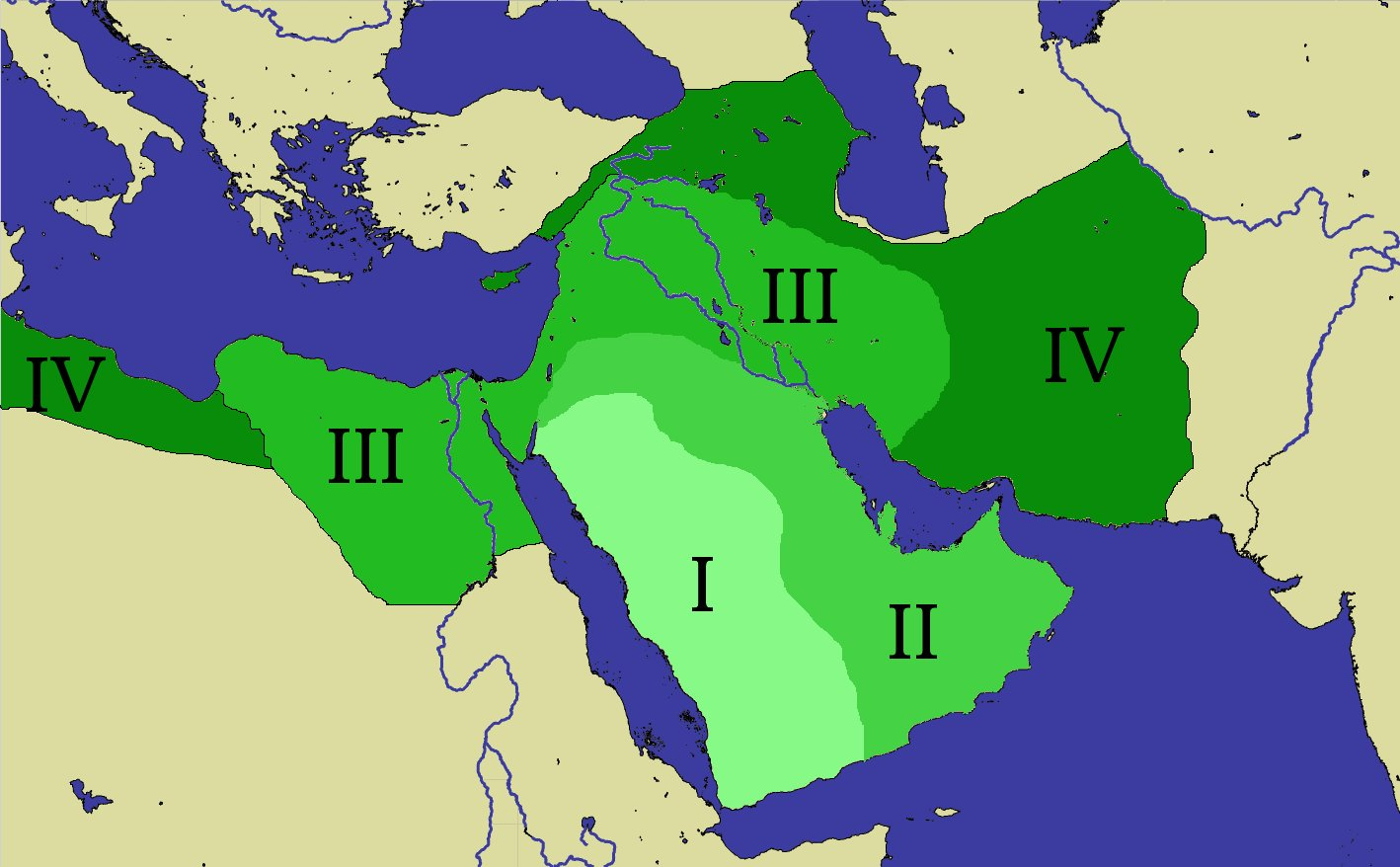
Expansió àrab en temps de Mahoma a la zona I, Abu-Bakr as-Siddiq en la II, Úmar a la III i Uthman a la IV

L'islam va penetrar en el món cristià i grecoromà poc després de la mort de Mahoma. Durant el regnat dels omeies l'expansió continua, les conquestes es van fer per via terrestre fins al Magrib a finals del segle vii, i van arribar a les costes ibèriques a començaments del segle viii. L'any 711 van travessar l'estret de Gibraltar i van arribar a la península Ibèrica. Els musulmans van ser detinguts en la batalla de Covadonga l'any 722 a Covadonga, Astúries i en la batalla de Poitiers, el 732 a Poitiers, França. Des d'allà, van tornar als seus territoris a la península Ibèrica, encara que els reis asturians, després de la victòria a Covadonga van iniciar la conquesta cristiana donant lloc al Regne d'Astúries. El mar Mediterrani era controlat per l'Imperi Romà d'Orient després de l'amenaça de les conquestes àrabs, que van construir una flota i van atacar Constantinoble sense èxit en tres ocasions. Els romans d'Orient eren mestres del mar i van bloquejar l'expansió musulmana, mantenint de tota manera el comerç amb ells. El mar es va constituir en una frontera, però sobretot va esdevenir un mar de comerç. El mapa no canviaria més fins al s. XI.
Després, els musulmans es van expandir cap a l'Àsia central, Bukharà, Kabul, i van arribar a la frontera de l'Índia, impedint l'expansió xinesa en la batalla del Talas. El seu territori limitava amb l'Imperi Romà d'Orient, la mar Càspia i el Caucas al nord. Quan van arribar al sud-oest de l'Àsia central, la seva religió oferia els avantatges de ser fàcil d'entendre i seguir, era oberta a totes les classes socials i permetia trencar les barreres entre clans i tribus.

## Secessions politicó-religioses
Però hi ha nombroses secessions politico-religioses. En efecte, els abbàssides es van fundar a Bagdad. Hi ha, llavors, un desplaçament del centre polític cap a l'est, i a conseqüència d'això, se li transferiran corrents arribats des de l'Extrem Orient, però també significarà un desequilibri, ja que el centre està allunyat de l'oest de l'imperi islàmic. Això provocà secessions que van derivar en la formació de tres grans zones on emergiran els califats. Aquestes són les zones abbàssida, fatimita i andalusina (el califat de Còrdova), tot i això encara es pot parlar d'unitat religiosa entre els successors de Mahoma.
Al segle ix i al segle x l'imperi arabo-musulmà no es va expandir més, sotmès a pressions exteriors creixents, els visirs barmàquides van minar l'autoritat dels califes, i tot i que els àrabs feren les conquestes, els líders túrquics locals seljúcides, qarakhànides i gaznèvides van establir les seves dinasties governants, els perses samànides a l'Àsia central, i els auwàyhides a Pèrsia.

## Delsegleviialseglexv
Les tropes d'Uqba ibn Nafi van entrar a Ifríqiya, nom donat a aquesta antiga província romana, però es va topar amb la resistència de Kusayla. El 683, en el moment d'una batalla terrible, Uqba va morir així com la immensa majoria dels seus soldats. Kusaila va marxar llavors a Kairuan, i regnà allà prop de cinc anys, però reforços vinguts de Síria van destituir al rei.
La conquesta del Magrib va prosseguir i de seguida un nou atac va conquerir la regió d'Aurès; la reina Dihya (Kahena) va arribar a reunir diverses tribus amazigues i va rebutjar provisionalment els soldats musulmans fins a la Tripolitània (l'actual Líbia). Cartago és pres l'any 698, la resistència fou dominada a partir del 702 i Àfrica del Nord és oficialment conquerida l'any 711. El mateix any, els primers contingents amazics van entrar a Andalusia, dirigits per Tàriq ibn Ziyad, i poc després es produeix la fallida invasió de la Gàl·lia. En la fase d'organització militar de la conquesta, va substituir l'administració d'un territori encara parcialment insubmís i convertit.
Les poblacions afroàrabs d'Àfrica de l'Est que comerciaven des de feia segles amb els àrabs es van islamitzar des del segle viii. La cultura suahili és alhora el fruit d'aquest mestissatge i de la islamització de la regió.
Durant el segle ix, els musulmans van atacar el centre d'Itàlia, i establiren una base a la riba del Garigliano d'on foren expulsats el 915, van atacar Sicília, on romangueren en l'emirat de Sicília fins a la conquesta normanda d'Itàlia meridional i el 1015, Sardenya, d'on foren desallotjats ràpidament.

## Europa
Des del segle vii, l'imperi islàmic s'estenia de la península Aràbiga fins a la península Ibèrica. L'expansió de l'islam es fa segons el principi de la guerra santa o gihad, concepte expressat per Agustí d'Hipona. Fer la guerra per la veritable fe, el cristianisme per Agustí d'Hipona, l'islam per Mahoma, encara que s'hi pugui establir una equivalència, no prenen el terme ni la idea d'Agustí d'Hipona sinó de l'Alcorà, en què el terme apareix en la fórmula «esforç en el camí de Déu», en el sentit d'esforç per fer regnar els drets de Déu, és a dir, per defensar l'islam. Si bé en els primers segles de l'era cristiana no hi va haver guerres de conquestes dutes explícitament en nom de la fe cristiana, sí que n'hi va haver en nom de la fe islàmica.
Aquesta terra, llavors cristiana, havia estat desgastada per les lluites intestines derivades contra l'heretgia (arrianisme a la península Ibèrica i donatistes al Magrib) i, a causa d'això, havia estat llargament perseguida pel poder imperial, la qual cosa explica l'acollida fàcil per als conqueridors, almenys a l'Àfrica del Nord. Hispània va esdevenir el país de l'Àndalus durant 800 anys.

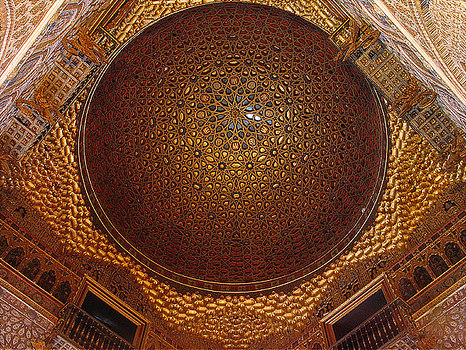
Alcàsser de Sevilla, cúpula del saló dels Ambaixadors

En canvi, els corrents del cristianisme van considerar primer molt negativament l'emergència de l'islam. Aquesta nova religió posava obstacles a la seva reivindicació d'universalisme (catòlic vol dir 'universal'), i les referències als missatges de la Bíblia hi apareixien, així com en els jueus, més aviat com una heretgia cismàtica (per als corrents que utilitzen aquest concepte) que com un reconeixement. La referència al missatge cristià utilitzada en l'Alcorà havia arribat a Mahoma per cristians monofisistes o nestorians, és a dir, pels corrents titllats d'herètics pels concilis de Nicea i de Constantinoble, bandejats per aquestes reunions conciliars de l'Imperi Romà. L'islam apareixia davant d'ells com una forma de competència lleugera, compartint el seu reconeixement a un Déu únic, però refutant en canvi la idea de trinitat.
Fins a l'arribada dels turcs (Imperi Seljúcida), però, la convivència a Jerusalem seria sense dificultats majors, tot i les invasions repetides cap a Europa realitzades per tropes musulmanes que apel·laven a l'islam. La situació va canviar totalment amb l'ocupació turca, que va prohibir als cristians el pas cap als llocs sants.
Una forta tensió es va crear llavors entre cristians i musulmans. Per a l'Occident cristià, els musulmans es van convertir en els infidels per excel·lència, i Mahoma (d'on ve la deformació Mafumet) és la imatge d'un dimoni pèrfid, que predica en nom de Déu per desviar els fidels de la veritable fe. De vegades fou assimilat a l'Anticrist, de vegades més simplement recordaven les paraules que els evangelis atribueixen a Jesús i que advertien contra profetes falsos que vindran després d'ell. Des del costat musulmà, es van establir les mateixes acusacions.
La conquesta islàmica, com més tard ho seran les croades, era motivada de fet també: 
- Pels caps de guerra, pels desitjos d'estendre el seu territori.
- Per les poblacions preparades amb aquesta finalitat, per una necessitat percebuda de difondre la veritable fe.

L'apogeu de la civilització musulmana (en termes de desenvolupament científic i tècnic) se situa entre els segles viii i ix. Els beneficis culturals i tècnics obtinguts pels territoris occidentals gràcies a l'expansió musulmana són objecte de debat entre els historiadors especialitzats.
Els progressos són tals, que es pot parlar d'un primer renaixement, molt anterior al fenomen que s'efectuarà a Itàlia durant el segle xiii. Els conqueridors no són els autors, sinó que van rebre aquests coneixements de països d'antiga civilització que van conquerir per força: (Síria, Líban, Egipte, Mesopotàmia (l'Imperi sassànida), la província romana d'Àfrica). Europa té, llavors, prop de dos segles de retard sobre el món musulmà, encara que ciutats com Venècia (República de Venècia) van tenir sobre això una situació extraordinària. La impremta vindrà després per invertir el sentit de la diferència cronològica. Des del Renaixement, els progressos en termes de desenvolupament científic i tècnic, així com els beneficis culturals abans esmentats, es generaran en la direcció contrària i el món islàmic quedarà endarrerit pel que fa a l'occidental, invertint la situació.

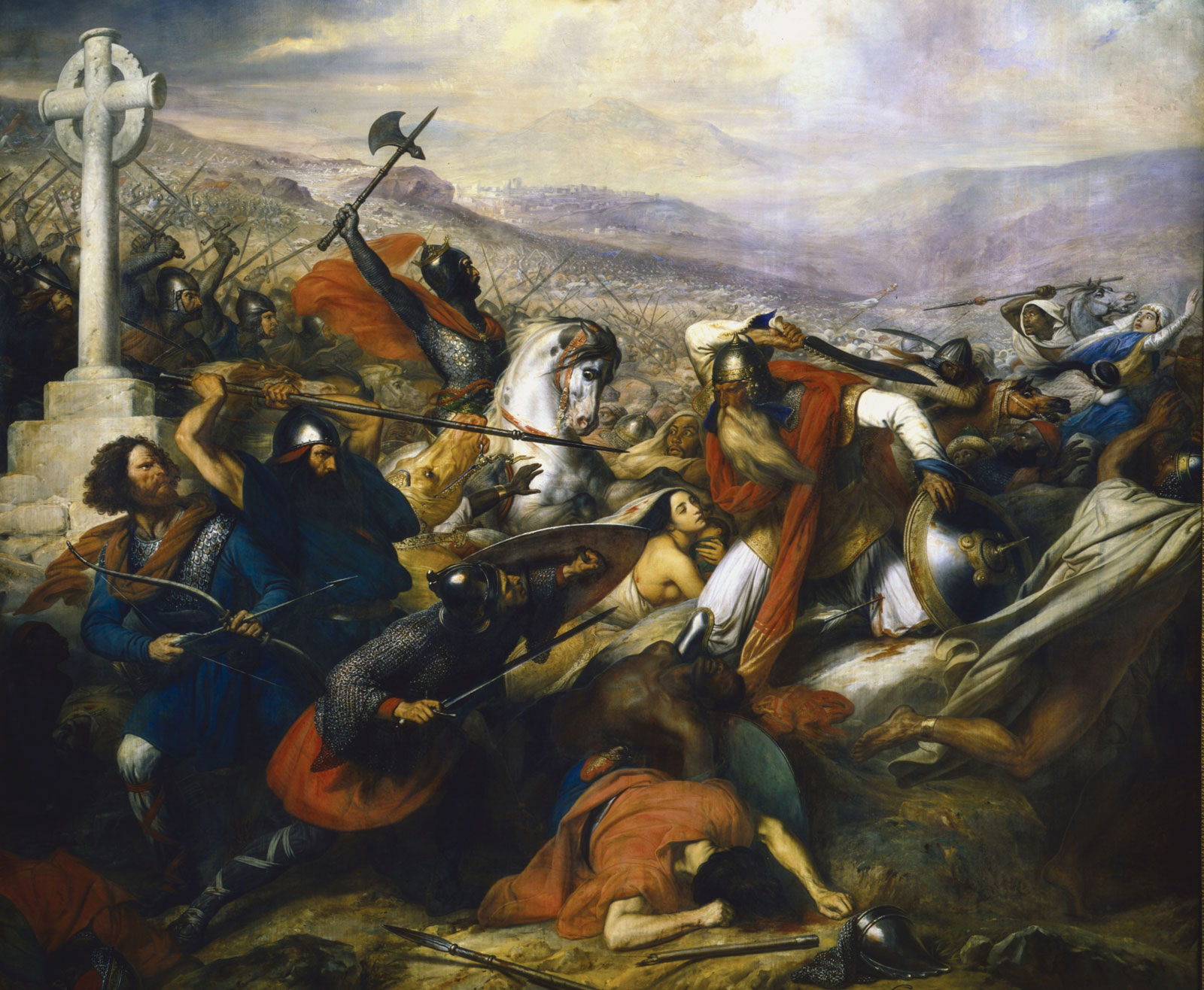
Representació idealitzada de la batalla de Poitiers, l'octubre de 732

Més que la victòria del 732 de Carles Martell, que va rebutjar la invasió en la batalla de Poitiers (732), fou el fracàs del setge de Constantinoble el que va frenar l'avanç dels exèrcits àrabs. Els establiments moros perduraran molt de temps, com testifica la toponímia de Ramatuelle, una ciutat de Provença al sud de França, nascuda de Rahmat Allah, la gràcia de Déu.
Coneixerem el moviment invers de guerra just també, alguns segles més tard, en la conquesta cristiana de la península Ibèrica, que veritablement es va presentar en la batalla de les Navas de Tolosa, la primera victòria d'aquesta campanya, i es conclourà al segle xv per la conquesta de Regne de Granada el 1492.

### Conquesta otomana
Al segle ix, va començar l'avanç dels pobles turcomongols de la regió de les muntanyes (massís de l'Altai) i del llac Baikal) cap a l'oest; aquests pobles progressivament es van islamitzar. Més tard, a causa del reforç fet pel califa abbàssida per frenar les revoltes del segle xi, l'islam es va estendre a l'Àsia Menor i a l'Índia. Un príncep afganès convertit a l'islam va instaurar un soldanat a l'Índia. Hi havia diferents famílies influents en les tribus turques a l'Àsia Menor, i la família Osman, instal·lada a prop d'Istanbul, va emprendre la conquesta de l'Àsia Menor i dels Balcans. Constantinoble fou conquerida l'any 1453, i poc després va caure el poc que quedava de l'Imperi Romà. L'expansió de l'islam a Europa es va deure a les reeixides campanyes militars que va portar a terme l'Imperi Otomà, i va islamitzar sobretot els albanesos i els eslaus de Bòsnia.

## Època contemporània

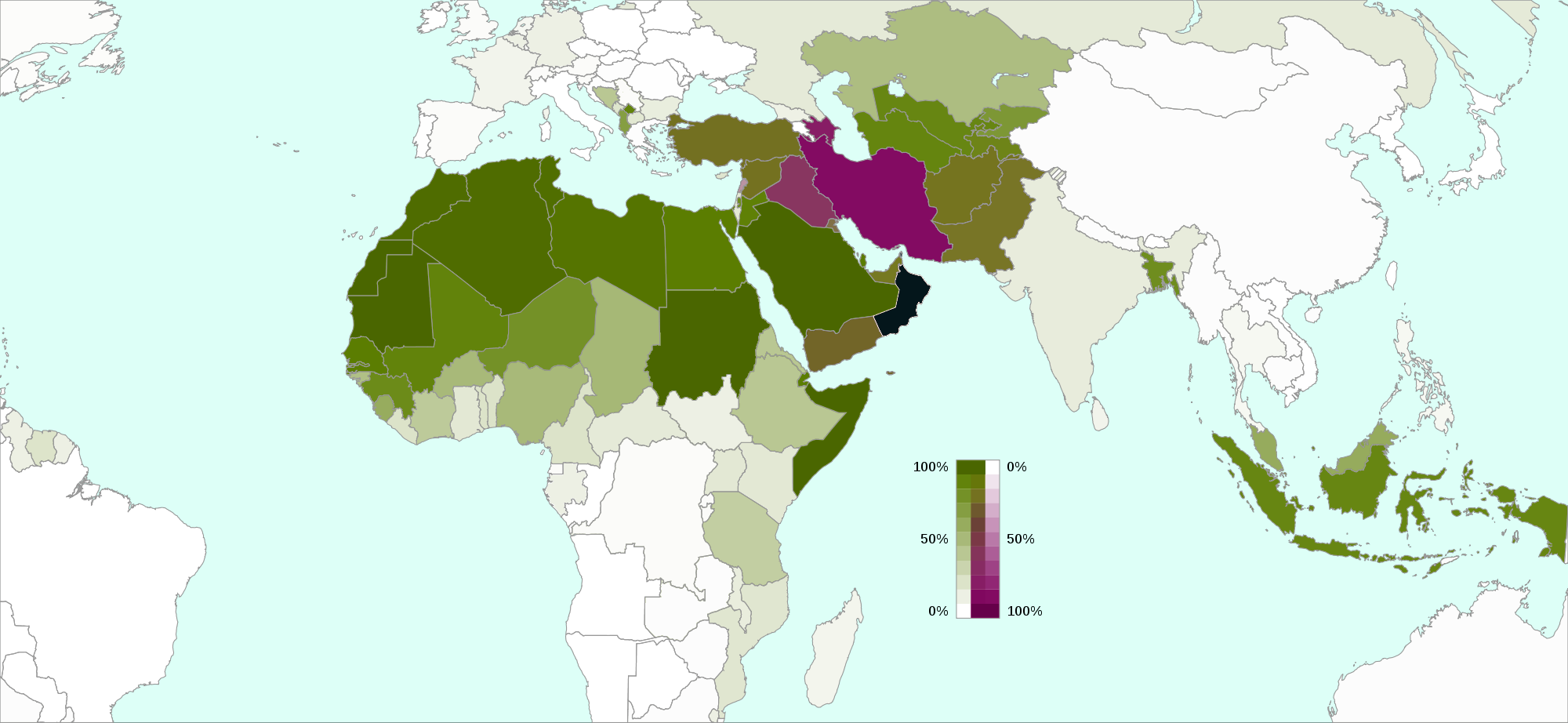
Mapa de països musulmans al començament del segle XXI

L'islam és avui la religió més seguida després del cristianisme. Inclou 1,3 milers de milions de creients, sobre el 20% de la població mundial.
L'islam continua la seva expansió a l'Àfrica, en una progressió constant cap al sud del continent. Encara que la colonització europea era cristiana des de la seva independència, una part dels països de l'Àfrica negra van privilegiar més les relacions amb els països àrabs musulmans abans que amb els antics colonitzadors. La facilitat de difusió de l'islam a Àfrica s'explica bastant pel fet que siguin els països africans veïns els que aporten la religió i no evangelitzadors colonitzadors blancs, com en el cas del catolicisme.
Aquesta expansió és també font de tensions i de conflictes. A Costa d'Ivori o a Nigèria, per exemple, l'oposició entre les poblacions musulmanes al nord del país i les poblacions cristianes del sud alimenta una inestabilitat permanent que pot anar fins al conflicte armat a escala nacional (Costa d'Ivori) o atacs i represàlies a les regions «mixtes» (Nigèria). A les qüestions religioses s'incorporen, però, interessos econòmics i polítics (repartiment de les riqueses i del poder polític) en la gènesi dels enfrontaments.
La difusió de l'islam fora del món arabomusulmà tradicional s'explica, en part, pel creixement dels fluxos migratoris a partir dels països de religió i de cultura musulmana. És el cas en els països occidentals on la immigració de poblacions musulmanes es va desenvolupar des dels anys 1950. No obstant això, aquesta immigració no sembla influir en el nombre de conversions de la població local.
L'islam continua també la seva difusió cap a l'est d'Àsia. A Indonèsia, particularment, l'islam va arribar per comerciants indis i xinesos que feien escales als ports de Java i de Sumatra com a mínim des del segle xii, va tenir una progressió més aviat lenta. En els nostres dies, el 88% de la població indonèsia és registrada com a musulmana.